# 東鎌倉村
東鎌倉村（ひがしかまくらむら）は、神奈川県の中央南部、鎌倉郡に属していた村。

## 歴史
- 1889年（明治22年）4月1日 - 町村制施行により、小町村、大町村、雪ノ下村、西御門村、浄明寺村、二階堂村、十二所村、扇ガ谷村、峠村、乱橋材木座村の一部および極楽寺村の一部が合併し、東鎌倉村となる。
  - 6月16日 - 官設鉄道大船駅-横須賀駅間開通に伴い、鎌倉駅が開業。
- 1891年（明治24年）3月 - 清川来吉（後の初代鎌倉市長）が、雪ノ下267番地（本陣・大石平左衛門方）に養生所（現在の清川病院）を開設。
- 1892年（明治25年）5月21日 - 西鎌倉村と鎌倉東西組合村を結成し、組合会が開設される[1]。
- 1894年（明治27年）7月7日 - 西鎌倉村と合併、町制施行して鎌倉町となる。
- 1939年（昭和14年）11月3日 - 鎌倉町が腰越町と合併、市制施行して鎌倉市となる。